# Pekka Pohjola
Pekka Pohjola (Helsinki, 13 januari 1952 - 27 november 2008) was een Fins bassist. Hij combineerde elementen van de jazz-, rock-, fusion- en klassieke muziek. 
Pohjola stamde uit een familie die rijk was aan musici en volgde een viool- en piano-opleiding aan de Sibeliusacademie in Helsinki. In 1970 trad hij toe tot de band Wigwam. Zijn eerste soloalbum dateert uit 1972. Hij werd bij het grote publiek in 1977 bekend door zijn samenwerking met Mike Oldfield op het album Keesojen Lehto.  In 1979 begeleidde hij Oldfield op diens Europa-tournee. Ook Frank Zappa was een bewonderaar van Pohjola.
Zijn zoon Verneri Pohjola is eveneens muzikant en speelde op zijn album Views.

## Discografie (selectie)
- 1970 – Tombstone Valentine; met Wigwam
- 1971 – Fairyport; met Wigwam
- 1972 – Pihkasilmä Kaarnakorva
- 1974 – Being; met Wigwam
- 1974 – Harakka Bialoipokku; ook bekend als B The Magpie
- 1976 – Made in Sweden – Where Do We Begin
- 1977 – Keesojen Lehto; ook bekend als  Mathematician’s Air Display  en  The Consequences Of Indecisions
- 1978 – The Group; met The Group
- 1979 – Visitation
- 1979 – Exposed; met Mike Oldfield
- 1979 – Belsta River; met Gábor Szabó
- 1980 – Kätkävaaran Lohikäärme; met The Pekka Pohjola Group
- 1982 – Urban Tango
- 1983 – Jokamies; ook bekend als Everyman
- 1985 – Space Waltz
- 1986 – Flight of The Angel
- 1986 – Espoo Big Band – Yesterday’s Games
- 1987 – New Impressionist (A Retrospective 1979–1984)
- 1990 – Sinfonia No 1; mit Pekka Pohjola & Avanti!-Musikgruppe
- 1992 – Changing Waters
- 1995 – Live in Japan
- 1995 – Heavy Jazz – Live in Helsinki and Tokyo
- 1997 – Pewit
- 2001 – Views